# 凯尔·理查森
凯尔·理查森（英語：Kyle Richardson，1987年5月13日—），澳大利亚男子游泳运动员，主攻自由泳。他曾代表澳大利亚参加2010年英联邦运动会游泳比赛，获得二枚金牌，均来自接力项目。